# Ніколас Покок
Ніколас Покок (2 березня 1740 — 9 березня 1821) — відомий британський художник, відомий перш за все його багатьма докладними картинами військово-морських битв під час так званого «століття вітрила».

## Біографія
Ніколас Покок народився в Бристолі в 1740, він був сином моряка. Він слідував за професією свого батька і був власником торгового судна вже у віці 26 років. Будучи капітаном, здійснив 12 плавань, перш за все в Америку і Вест-Індію. Перебуваючи в море, коротав час образотворчим мистецтвом, чорнилом зарисовуючи в своїх щоденниках різні сцени і пейзажі, побачені в ході плавання. Незабаром освоїв акварель і став робити деталізовані малюнки у вахтових журналах. У 1778 році, в результаті розв'язаної Війни за незалежність США, наймач Покока розорився, художнику довелося зійти на берег і цілком присвятити себе створенню картин. Перші роботи майстра були виставлені в Королівській академії мистецтв в 1782 році.
Заручившись деякою популярністю, художник отримав державне замовлення — проілюструвати перемогу Джорджа Брайджес Родні в битві біля островів Всіх Святих, здобуту в 1782 році. У 1789 році Покок на постійне місце проживання переїхав до Лондона, де його репутація і зв'язку продовжили поступально зростатиме. Зокрема, його роботами захоплювався адмірал Семюель Худ, за протекцією якого майстер став офіційним морським художником на службі у короля Георга III.

## Особисте життя
Ніколас Покок одружився з Енн Еванс Брістоль в 1780; разом у них було вісім дітей. Двоє з його онуків, Альфред Доунінг Фріпп і Джордж Артур Фріпп, були також художниками.

## Смерть
Він помер 9 березня 1821 в будинку його старшого сина, Айзека. Був похований в парафіяльній церкві.